# 毛野國
毛野國（日语：〔〕／ Keno no kuni/Ke no kuni），是古代日本在設置令制國之前的一個地域名，位於現在日本關東地區北部（北關東）的群馬縣和栃木縣一帶。有毛野、毛州的別稱。
關於「毛野」名稱的由來，目前共有兩種說法。一種說法認為源於倭王權對當地原住民蝦夷的稱呼「毛人」；另一種說法則認為當地於一年之間在同一塊地中可以培育兩種穀類作物（二毛作），故稱為「毛野」。
在古墳時代，毛野地區的人以毛野川（今鬼怒川）為中心，形成了自己獨特的文化圈——毛野國。
依據《先代舊事本紀》卷第十〈國造本紀〉之內容，仁德天皇（第16代天皇）時，毛野國被分爲上毛野國和下毛野國。其首領各為上毛野國造（上毛野氏）和下毛野國造（下毛野氏），是豐城入彥命（崇神天皇長子）的後代。此二氏在當時與吉備氏、筑紫氏並列為大豪族。
和銅六年（713年），上毛野國改稱上野國。又8世紀前半，下毛野國改稱下野國。

## 脚註

### 出典
1. ↑  蘇我馬子等. . 洛陽書林　前川茂右衞門. 1644年  [2019年3月23日]. （原始内容存档于2019年3月23日）.
2. ↑  群馬縣敎育會. . 群馬縣敎育會. 1927年  [2019年3月23日]. （原始内容存档于2019年3月23日）.
3. ↑  . とちぎいにしえの回廊. 栃木縣.   [2019年3月23日]. （原始内容存档于2019年3月23日） （日语）.